# OSS i olympiska spelen
OSS (Oberoende staters samvälde) deltog i olympiska spelen efter Sovjetunionens upplösning. OSS tävlade dock inte som ett eget lag. OSS och Georgien tävlade tillsammans under benämningen förenade laget (franska: Equipe unifée), förkortat EUN. Laget bildades för att göra det möjligt för idrottsmän från den i slutet av 1991 upplösta Sovjetunionen att delta i olympiska vinterspelen 1992 i Albertville och olympiska sommarspelen 1992 i Barcelona. Laget ersatte även Sovjetunionen i fotbolls-EM och ishockey-VM. Laget bildades för att nationella olympiska kommittéer inte var bildade eller hunnit bli medlem i IOK, åtminstone vid Vinter-OS, och för att Sovjetunionen var kvalificerade via kvalturneringar och liknande i flera lagsporter.
Under de olympiska spel som förenade laget deltog, var det väldigt framgångsrikt. Laget vann bland annat OS-guld i ishockey 1992. Då OSS ännu inte hade någon egen flagga, tävlade laget under OS-flaggan.

## Deltagande stater
När Sovjetunionen upplöstes 1991, blev dess 15 sovjetrepuliker självständiga stater. 11 av dessa bildade OSS i december 1991, och Georgien gick med 1993. Trots att Georgien ännu inte hade gått med, var det dessa 12 nationer som deltog som Förenade laget i OS och EM- och VM-slutspel under 1992. Efter 1992 skapade de före detta sovjetrepublikerna egna nationella olympiska kommittéer, och kunde sedan tävla som enskilda länder.
De baltiska staterna, Estland, Lettland och Litauen, var aldrig en del av OSS, och tävlade som självständiga nationer redan 1992.
| \| -1991 \| 1992 \| 1992- \| Nr \| \| ------------- \| ------------------------------- \| ------------ \| -- \| \| Sovjetunionen \| Estland \| Estland \| 4 \| \| Sovjetunionen \| Lettland \| Lettland \| 8 \| \| Sovjetunionen \| Litauen \| Litauen \| 9 \| \| Sovjetunionen \| Förenade laget (OSS + Georgien) \| Armenien \| 1 \| \| Sovjetunionen \| Förenade laget (OSS + Georgien) \| Azerbajdzjan \| 2 \| \| Sovjetunionen \| Förenade laget (OSS + Georgien) \| Georgien \| 5 \| \| Sovjetunionen \| Förenade laget (OSS + Georgien) \| Kazakstan \| 6 \| \| Sovjetunionen \| Förenade laget (OSS + Georgien) \| Kirgizistan \| 7 \| \| Sovjetunionen \| Förenade laget (OSS + Georgien) \| Moldavien \| 10 \| \| Sovjetunionen \| Förenade laget (OSS + Georgien) \| Ryssland \| 11 \| \| Sovjetunionen \| Förenade laget (OSS + Georgien) \| Tadzjikistan \| 12 \| \| Sovjetunionen \| Förenade laget (OSS + Georgien) \| Turkmenistan \| 13 \| \| Sovjetunionen \| Förenade laget (OSS + Georgien) \| Ukraina \| 14 \| \| Sovjetunionen \| Förenade laget (OSS + Georgien) \| Uzbekistan \| 15 \| \| Sovjetunionen \| Förenade laget (OSS + Georgien) \| Vitryssland \| 3 \| | Sovjetrepubliker                |              |    |
| -1991 | 1992                            | 1992-        | Nr |
| Sovjetunionen | Estland                         | Estland      | 4  |
| Sovjetunionen | Lettland                        | Lettland     | 8  |
| Sovjetunionen | Litauen                         | Litauen      | 9  |
| Sovjetunionen | Förenade laget (OSS + Georgien) | Armenien     | 1  |
| Sovjetunionen | Förenade laget (OSS + Georgien) | Azerbajdzjan | 2  |
| Sovjetunionen | Förenade laget (OSS + Georgien) | Georgien     | 5  |
| Sovjetunionen | Förenade laget (OSS + Georgien) | Kazakstan    | 6  |
| Sovjetunionen | Förenade laget (OSS + Georgien) | Kirgizistan  | 7  |
| Sovjetunionen | Förenade laget (OSS + Georgien) | Moldavien    | 10 |
| Sovjetunionen | Förenade laget (OSS + Georgien) | Ryssland     | 11 |
| Sovjetunionen | Förenade laget (OSS + Georgien) | Tadzjikistan | 12 |
| Sovjetunionen | Förenade laget (OSS + Georgien) | Turkmenistan | 13 |
| Sovjetunionen | Förenade laget (OSS + Georgien) | Ukraina      | 14 |
| Sovjetunionen | Förenade laget (OSS + Georgien) | Uzbekistan   | 15 |
| Sovjetunionen | Förenade laget (OSS + Georgien) | Vitryssland  | 3  |

### Medaljer efter sommarspel
| Spel           | Guld | Silver | Brons | Totalt |
| Barcelona 1992 | 45   | 38     | 29    | 112    |

### Medaljer efter vinterspel
| Spel             | Guld | Silver | Brons | Totalt |
| Albertville 1992 | 9    | 6      | 8     | 23     |

## Andra tävlingar
- OSS och Georgien deltog även i herrarnas EM i fotboll 1992 som förenade laget. Se även Sovjetunionens herrlandslag i fotboll.
- OSS:s ishockeylandslag deltog i VM 1992. Se även Sovjetunionens herrlandslag i ishockey.
- Laget deltog också i Russian Government Cup i bandy för herrar 1992, som utfyllnadslag, en turnering där även Ryssland deltog.